# Állami beavatkozás
A modern kapitalista piacgazdaságokra a vegyes gazdaságkoordinációs rendszer a jellemző, amelyben a piaci mechanizmus és a magántulajdon elsődlegessége mellett az állam is szerepet vállal a gazdaság koordinálásában.
Az állami beavatkozás nagysága szerint a koncepció a liberális szabad piac elképzelése és a kommunista tervgazdálkodás között helyezkedik el.

## Miért szükséges az állami beavatkozás
Az államok puszta léte is nagyon fontos a piaci mechanizmus működéséhez, hiszen a jogszabályokkal, az azokat értelmező bíróságok és a jogforrások betűinek érvényt szerző végrehajtó hatalom közreműködésével, keretet teremt a gazdálkodásnak, biztosítja a magántulajdon védelmét, szabályozza a szerződéses viszonyokat. Ezen túl a pénzkibocsátás is jellemzően állami monopólium.
Az államok ezen feladatkörén túlmenően, azonban segítik a piaci mechanizmust a gazdaságkoordinációban, egyrészt úgy, hogy igyekeznek mérsékelni a piaci diszfunkciók hatását. (Jövedelem-újraelosztás, a pénzpiaci beavatkozások, állami beruházások stb.)
Másodsorban megpróbálják a piaci viszonyokat a tökéletes verseny modelljének idealisztikus állapotához közelíteni: kartell-ellenes és verseny törvényekkel lépnek fel a monopóliumok ellen; segítenek csökkenteni az információs aszimmetria jelentőségét: pl. Teljes hiteldíjmutató, egységesített betétikamatláb-mutató feltüntetésének előírása, munkaügyi központok létrehozása; minőségi követelmények és osztályok; mennyiségi egységek standardizálása pl.: szállodák csillagok szerinti besorolása, üdítők gyümölcstartalmára utaló megnevezések, minőségi szabványok pl.ISO.
Harmadrészt megpróbálja a piaci mechanizmuson kívül eső gazdasági folyamatokat is kezelni, jellemzően piacivá kívánja azokat tenni. Gondoljunk az externáliák internalizálására.